# Zespół Sézary’ego
Zespół Sezary’ego (łac. syndroma Sezary, ang. Sézary syndrome) – chłoniak T-komórkowy zajmujący skórę i węzły chłonne. Uważany za późne stadium ziarniniaka grzybiastego.

## Objawy i przebieg
Objawy skórne są wczesne ale niecharakterystyczne. Z początku mają charakter wyprysku lub przewlekłego stanu zapalnego, następnie dochodzi do zajęcia całej skóry z erytrodermią. Skóra jest zaczerwieniona lub przebarwiona; dołącza się uogólnione wypadanie włosów. Stosunkowo często stwierdza się rogowacenie dłoni i podeszw oraz zmiany paznokciowe. Można stwierdzić wyraźne powiększenie węzłów chłonnych i odczyn białaczkowy we krwi (obecność tzw. komórek Sézary’ego). Przebieg jest przewlekły, wieloletni.

## Różnicowanie
Zespół Sezary’ego wymaga różnicowania z erytrodermią różnego pochodzenia, zwłaszcza w okresie wstępnym ziarniniaka grzybiastego.

## Leczenie
- telerentgenoterapia
- fotochemioterapia
- retinoidy
- interferon α
- małe dawki sterydów + chlorambucyl
- fotoforeza pozaustrojowa
- cytostatyki.

## Historia
Nazwa zespołu pochodzi od nazwiska francuskiego dermatologa Alberta Sézary’ego.